# 声空感应
《声空感应》（英語：Goodnight DJ）是2008年马来西亚电视台八度空间继《星空》之后所推出的一部恐怖电视剧，第一季于2008年1月6日至3月30日播出，由本地著名中文电台播音员陈峰及曾宏辉主演。本剧因第一季大受欢迎而拍攝第二季，于2010年10月17日至翌年1月9日播出，由张智成与李洺中主演。

## 故事简介

### 第1季
《声空感应》故事内容主要环绕在电台各具不同背景的DJ身上，剧情以一些无法解释的或灵异或怪趣的事件出发，有些是在不经意间，有些是DJ与听众在空中交流时发生的不可思议、如幻似真的奇异怪事。剧情有的扑朔迷离、有的惊险刺激、有的幽默滑稽，各種不同类型的故事逐一展开。《声空感应》的十一个不同内容故事，由不同的演员担纲演出，演员阵容包括实力派演员、真人秀出身的新生代艺人以及主持界跨刀演出的艺人等。

### 第2季
《声空感应2》的单元故事不再仅是围绕着电台DJ与听众所发生的灵异经历而已，甚至还延续至电台上下不同阶层的职员，从电台见习生、电台小职员到电台创作主管，一样无可避免地经历了不可思议的奇遇，因而改变了他们的人生。《声空感应2》总共由7个独立故事单元组成，分为13集播出，并由出身于香港的资深制作人周以勤任编审及监制。

## 收视
《声空感应》当本土制作华语电视剧收视方面得佳绩，收视最高收视更成功突破50万人。本剧也有改编至菲律宾版本《Midnight DJ》，在当地TV5电视台播映。